# Zapfendorf
Zapfendorf település Németországban, azon belül Bajorországban. Lakosainak száma 5059 fő (2023. december 31.). Zapfendorf Ebensfeld és Rattelsdorf községekkel határos.

## Népesség
A település népessége az elmúlt években az alábbi módon változott:
| Lakosok száma | 696  | 1298 | 3209 | 3939 | 5000 | 5015 | 5051 | 5035 | 5017 | 5059 |
|               | 1875 | 1950 | 1975 | 1987 | 2012 | 2014 | 2016 | 2017 | 2021 | 2023 |

## Látnivalók
- Unterleiterbach-kastély